# Hanna Ljungberg
Hanna Carolina Ljungberg (Umeå, 8 gennaio 1979) è un'ex calciatrice svedese, di ruolo attaccante.
Ha vinto il prestigioso Diamantbollen nel 2002.

## Palmarès

### Club

#### Competizioni nazionali
- Campionato svedese: 7

Umeå: 2000, 2001, 2002, 2005, 2006, 2007, 2008
- Coppa di Svezia: 4

Umeå: 2001, 2002, 2003, 2007
- Supercupen damer: 2

Umeå: 2007, 2008

#### Competizioni internazionali
- UEFA Women's Cup: 2

Umeå: 2002-2003, 2003-2004

### Nazionale
- Algarve Cup: 1

2001

### Individuale
- Diamantbollen: 1

2002
- Attaccante femminile svedese dell'anno: 1

2004-2005
- Capocannoniere della Damallsvenskan: 1

2002 (39 reti)
- Capocannoniere della UEFA Women's Cup: 2

2002-2003 (10 reti), 2006-2007 (7 reti)
- Capocannoniere dell'Algarve Cup: 1

2001 (6 reti)
- UEFA Golden Player

Germania 2001